# Cruzaltense
Cruzaltense é um município do estado brasileiro do Rio Grande do Sul. Possui uma economia essencialmente agrícola, baseada na produção de grãos, na bacia leiteira, na pecuária e no comércio em geral.
Emancipado de Campinas do Sul em 1996, Cruzaltense teve sua primeira eleição em 2000, vencida pelo candidato Joarez Luis Sandri (PMDB). Reeleito em 2004, Sandri governou o município até 2008. Neste ano, o vencedor foi Marculino Luiz Fontana (PDT), que administrou até 2012. Kely José Longo (PP) venceu o pleito daquele ano e governou até o fim de 2016, quando se reelegeu para um segundo mandato até 2020. Nesta eleição, Joarez Luis Sandri (MDB) venceu pela terceira vez e comandará o município até 2024.

## História
Em 1909, a Jewish Colonization Association (JCA), uma empresa judaica de colonização fundada em Londres pelo Barão Hirsch adquiriu da família Santos Pacheco a Fazenda Quatro Irmãos, para exploração da madeira de pinheiro (Araucaria angustifolia), muito abundante na região, porém com a obrigação de promover a colonização da área. O município de Cruzaltense fazia parte do território dessa fazenda.
Até o ano de 1944, Cruzaltense era uma área coberta por pinheiros. A exploração da araucária era uma das principais fontes de renda da época. Assim, surgiu a primeira serraria de nome Cruzaltense, que tinha como dono Oppen Petry e como gerente Germano Hoschele. Esse nome da serraria foi escolhido devido aos primeiros moradores serem oriundos de Cruz Alta. 
Anos depois, Germano Hoschele adquiriu oito alqueires de terra e fez um loteamento, dando o nome de Vera Cruz. Como doação, ele destinou lotes para a construção da Igreja, cemitério, escola estadual, praça e campo de futebol. A praça municipal hoje leva o nome de Praça Germano Hoschele, em sua homenagem.
No início, os moradores realizavam suas funções religiosas em uma escola, construída em 1955, que também serviu para a celebração das primeiras Crismas. Como o número de católicos era expressivo, Dom Cláudio Colling, então bispo de Passo Fundo, autorizou a construção de uma Capela, o que ocorreu em 1960. A primeira Missa foi rezada pelo Padre Nicolau Schuster e o padroeiro escolhido foi Santo Antônio, por ser o mais venerado pelos moradores da época. 
Em 1960, foi construída a Escola Estadual de Ensino Fundamental Vera Cruz (hoje Ensino Médio). Mais tarde, em 1976, construiu-se a atual Capela, próxima ao Salão Comunitário, que já havia sido construído em 1965 por iniciativa de Germano Hoschele, que foi seu primeiro presidente. Também nas proximidades, foi construída a antiga Sub Prefeitura.
Com o passar dos anos, vieram novos moradores para Vera Cruz, que graças ao comércio já crescente, passou a se desenvolver economicamente, vindo a se tornar no dia vinte e sete de junho de 1979 distrito de Campinas do Sul. Alguns anos depois, passou a ser chamada de Cruzaltense.
Em 20 de setembro de 1987, Leonir Antônio Bortulini, então prefeito de Campinas do Sul, lançou o desafio pela emancipação de Cruzaltense. Formou-se uma comissão e no mês de abril de 1988, foi feito um plebiscito, que com 272 votos favoráveis, criou o município em 12 de maio de 1988.
Porém, em 6 de junho de 1988, uma comissão de pessoas contrárias a emancipação, entrou com um mandado de segurança e derrubou o decreto que criava o Município. Em 1992, foi feito um novo movimento emancipacionista que não obteve sucesso.
Por fim, graças a vontade da população e a ação decisiva de lideranças locais junto ao governo estadual, foi feito um novo plebiscito, que obteve êxito.
Em 16 de abril de 1996, conforme a Lei nº 10.745, foi criado o município de Cruzaltense.
No dia 1º de outubro de 2000, foi realizada a primeira eleição municipal, que elegeu Joarez Luis Sandri como primeiro prefeito de sua História.

## Geografia
O município está localizado no norte do estado gaúcho, junto à região do Alto Uruguai, e pertence à Mesorregião do Noroeste Rio-Grandense e à Microrregião de Erechim.
Cruzaltense tem a altitude média de 529 m. Limita-se com os municípios de Entre Rios do Sul e São Valentim, a norte; Campinas do Sul, a sul; Ponte Preta, a leste; e Barragem do Rio Passo Fundo, a oeste. Está a 409 km de distância da capital do estado do Rio Grande do Sul, Porto Alegre.

## Demografia
Conforme o Censo 2010 do IBGE, Cruzaltense possui uma população total de 2.141 habitantes, sendo composta por 1101 homens e 1040 mulheres. Sua densidade populacional  é de 12,83 habitantes por km². Ainda segundo o mesmo censo, o número registrado de habitantes que vivem na área urbana é de 489 pessoas e na zona rural é de 1.652 pessoas.
O Índice de Desenvolvimento Humano Municipal (IDHM) de Cruzaltense era de 0,719, em 2010, o que é considerado alto pelo Programa das Nações Unidas para o Desenvolvimento (PNUD).

## Hidrografia
O município de Cruzaltense faz parte da bacia hidrográfica do Rio Uruguai e é banhado pelos rios Erechim e Passo Fundo. 
No município também se encontra parte da Usina Hidrelétrica Passo Fundo, localizada no rio Passo Fundo e com sede no município vizinho de Entre Rios do Sul.